# Derde Chinese overheersing
De derde Chinese overheersing van Vietnam is in de geschiedenis van Vietnam de periode van 602 tot 905, waarin Vietnam onder het gezag van het Chinese keizerrijk stond. Deze periode begon met de nederlaag van de Vroegere Ly-dynastie. Aan het eind van deze periode begint de Tu Chu, waarin Vietnam officieel nog een provincie is van China, maar omdat China toen een periode van instabiliteit doormaakte, was de Chinese overheersing weinig effectief meer. In 939 kroonde Ngô Quyền zich tot keizer, waardoor de onafhankelijkheid van Vietnam hersteld werd.

## Onder Sui en Tang
In 602 viel de Chinese Sui-dynastie gewapenderhand het land binnen. De Vietnamese keizer Ly Phat Tu werd verslagen, meegenomen naar het noorden en ter dood gebracht.
In 722, tijdens de regeerperiode van keizer Tang Xuan Zong, kwam Mai Thuc Loan (Mai Thúc Loan) in opstand te Hoan Chau (Hoan Châu, nu Nghe An en Ha Tinh). Hij had zijn vesting te Ru Dun (Rú Đụn, bijgenaamd Hùng Sơn), vanwaar hij het leger van de Tangs bevocht.
In 791 was Cao Chinh Binh gouverneur, en onder hem werd de Vietnamese de bevolking zwaar belast. Phung Hung (Phùng Hưng) kwam in opstand en omsingelde het paleis. Cao Chinh Binh werd hierdoor zo bang dat hij ziek werd en stierf. Phung Hung had de vesting niet lang in handen of ook hij kwam aan zijn einde. Zijn zoon Phung An (Phùng An) besteeg de troon en gaf zijn vader de titel Bo Cai Dai Vuong (Bố Cái Đại Vương, "Vader de Grote Koning"). De Chinezen stuurden een ambassadeur en Phung An gaf zich over.

## De Khuc-familie en de Tu Chu-periode
In 905 kreeg de gouverneur, een Vietnamees afkomstig uit Hong Chau (Hồng Châu, nu te Hai Duong) genaamd Khuc Thua Du, het idee de onafhankelijkheid van Vietnam te herstellen. In 907 stierf hij, en zijn zoon Khuc Hao volgde hem op als gouverneur.
In 917 stierf Khuc Hao en werd hij opgevolgd door zijn zoon Khuc Thua My.

## Bezetting door de Zuidelijke Hans
In 923 stuurde de keizer van de Zuidelijke Han-dynastie een leger naar Vietnam. Khuc Thua My werd verslagen en naar het noorden gebracht. In 931 voerde een generaal van Khuc Thua My, genaamd Duong Dinh Nghe, zijn leger naar de vesting van Dai La (Đại La), waar hij de Zuid-Hanse legers versloeg. Hij benoemde zichzelf vervolgens tot gouverneur.

## Einde van de bezetting door de Zuidelijke Hans
In 937 werd Duong Dinh Nghe vermoord door zijn rechterhand Kieu Cong Tien, die zijn plaats innam.
In 938 voerde een andere generaal, de schoonzoon van Duong Dinh Nge genaamd Ngô Quyền, zijn leger aan tegen Kieu Cong Tien. Hij versloeg zijn tegenstander, alsook het leger dat de Chinese Zuidelijke Han-dynastie stuurde om Kieu Cong Tien bij te staan. Hij stichtte de Ngo-dynastie, waarna een definitief einde kwam aan deze periode van Chinese overheersing.

## Commentaar
De bovenstaande onderverdeling van deze periode is gebaseerd op geschiedkundige bronnen die als volgt gaan: tot in 939, wanneer Ngo Quyen zich officieel tot keizer kroont, is Vietnam (op dat ogenblik heette het Tĩnh Hải quân) een deel van China. In werkelijkheid regelden de Vietnamezen hun eigen zaken al van in 905, waarna de Zuidelijke Hans nog een korte tijd in het land de plak zwaaiden. In werkelijkheid eindigt de Chinese overheersing dus in 931, met de overwinning door Duong Dinh Nghe.